# Kareena Kapoor

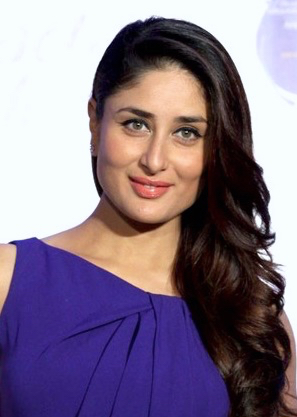
Kareena Kapoor (2010)

Kareena Kapoor oder Kareena Kapoor Khan (Hindi, करीना कपूर, Karīnā Kapūr, Karina Kapur; * 21. September 1980 in Mumbai) ist eine indische Filmschauspielerin.

## Leben
Kareena Kapoor Khan gehört der Schauspielerdynastie Kapoor an, die tief in Bollywood verwurzelt ist. Ihre ältere Schwester ist Karisma Kapoor, der Vater Randhir Kapoor, der Großvater – Raj Kapoor – und der Urgroßvater Prithviraj Kapoor waren auch Schauspieler. Seit dem 16. Oktober 2012 ist sie mit dem Schauspieler Saif Ali Khan verheiratet. Am 20. Dezember 2016 kam ihr erster Sohn, Taimur Ali Khan Pataudi auf die Welt.

## Karriere
Kareena Kapoor debütierte im Jahr 2000 in J. P. Duttas Refugee zusammen mit Abhishek Bachchan. In der Rolle als Pooja in Kabhi Khushi Kabhie Gham wurde sie über Nacht berühmt. Sie spielte in Karan Johars Blockbuster mit, an der Seite von Kajol, Shah Rukh Khan und Hrithik Roshan. Daraufhin spielte sie in dem historischen Film Asoka die Prinzessin Kaurwaki, die ihren Bruder, den Thronfolger beschützen musste.
Im August 2002 wurde Mujhse Dosti Karoge veröffentlicht mit Hrithik Roshan und Rani Mukerji in den Hauptrollen. Kareenas Charakter Tina möchte ihrem Kindheitsfreund Rohan nicht schreiben und überlässt dies ihrer Freundin Pooja, die mit Tinas Namen unterzeichnet. Rohan verliebt sich in Tina und will sie heiraten, weil er glaubt, sie schreibe ihm. 
Schauspielerischen Mut bewies sie jedoch mit Rollen wie der Prostituierten in Chameli und in Talaash: The Answer Lies Within oder gänzlich ungeschminkt in Dev. Ihre größten Filmhits sind Jab We Met (2007), Golmaal Returns (2008), 3 Idiots (2009), 
Golmaal 3 (2010), Bodyguard (2011) und RA.One (2011), welche umgerechnet ca. 100 und 150 Mio. Euro eingespielt haben.
2014 spielte sie in der Sequenz von Singham mit. An der Seite von Ajay Devgan ist sie in Singham Returns zu sehen.
Im deutschsprachigen Raum war sie erstmals 2004 im Film In guten wie in schweren Tagen zu sehen, in dieser Synchronfassung wurde sie von Shandra Schadt gesprochen, die seither ihre fest zugeordnete Synchronsprecherin ist.

## Filmografie (Auswahl)
- 2000: Refugee
- 2001: Mujhe Kucch Kehna Hai
- 2001: Bittersüße Erinnerungen (Yaadein)
- 2001: Asoka – Der Weg des Kriegers (Asoka)
- 2001: Ajnabee
- 2001: In guten wie in schweren Tagen (Kabhi Khushi Kabhie Gham)
- 2002: Jeena Sirf Mere Liye
- 2002: Beste Freunde küsst man nicht! (Mujhse Dosti Karoge!)
- 2003: Talaash: The Hunt Begins…
- 2003: Khushi bedeutet Glück! (Khushi)
- 2003: Main Prem Ki Diwani Hoon – Ich sehne mich nach deiner Liebe (Main Prem Ki Diwani Hoon)
- 2003: LOC Kargil
- 2004: Chameli
- 2004: Yuva
- 2004: Dev
- 2004: Fida
- 2004: Aitraaz
- 2004: Hulchul – Eine verrückte Lovestory (Hulchul)
- 2005: Bewafaa – Untreu (Bewafaa)
- 2005: Schicksalhafte Liebe (Kyon Ki)
- 2005: Dosti: Friends Forever
- 2006: 36 China Town
- 2006: Chup Chup Ke
- 2006: Omkara
- 2006: Don – Das Spiel beginnt (Don – The Chase Begins Again)
- 2007: Jab We Met – Als ich dich traf (Jab We Met)
- 2007: Kya Love Story Hai (Gastauftritt)
- 2008: Halla Bol (Gastauftritt)
- 2008: Tashan
- 2008: Roadside Romeo (Stimme)
- 2008: Goolmaal Returns
- 2009: Luck by Chance – Liebe, Glück und andere Zufälle (Luck by Chance) (Gastauftritt)
- 2009: Billu Barber (Billu) (Gastauftritt)
- 2009: Kambakkht Ishq – Drum prüfe wer sich ewig bindet (Kambakkht Ishq)
- 2009: Main Aurr Mrs. Khanna
- 2009: Kurbaan
- 2009: 3 Idiots
- 2010: Milenge Milenge – Wir werden uns finden (Milenge Milenge)
- 2010: We Are Family
- 2010: Golmaal 3
- 2011: Bodyguard
- 2011: RA.One – Superheld mit Herz (Ra. One)
- 2012: Hochzeit mit Folgen (Ek Main Aur Ekk Tu)
- 2012: Agent Vinod
- 2012: Heroine
- 2012: Talaash: The Answer Lies Within
- 2012: Dabangg 2 (Gastauftritt)
- 2013: Bombay Talkies (Gastauftritt)
- 2013: Der Widerstand (Satyagraha)
- 2013: Nur Dir zuliebe (Gori Tere Pyaar Mein)
- 2014: Singham Returns
- 2014: Liebe Gesucht! (The Shaukeens) (Gastauftritt)
- 2014: Happy Ending (Gastauftritt)
- 2015: Bajrangi Bhaijaan
- 2016: Ki & Ka – Wohnst Du noch oder liebst Du schon? (Ki & Ka)
- 2018: The Gift from Nature
- 2018: Naagin
- 2020: Angrezi Medium
- 2022: Spy Bahu (Fernsehserie, 45 Folgen)
- 2023: Jaane Jaan